# بازی (فعالیت)

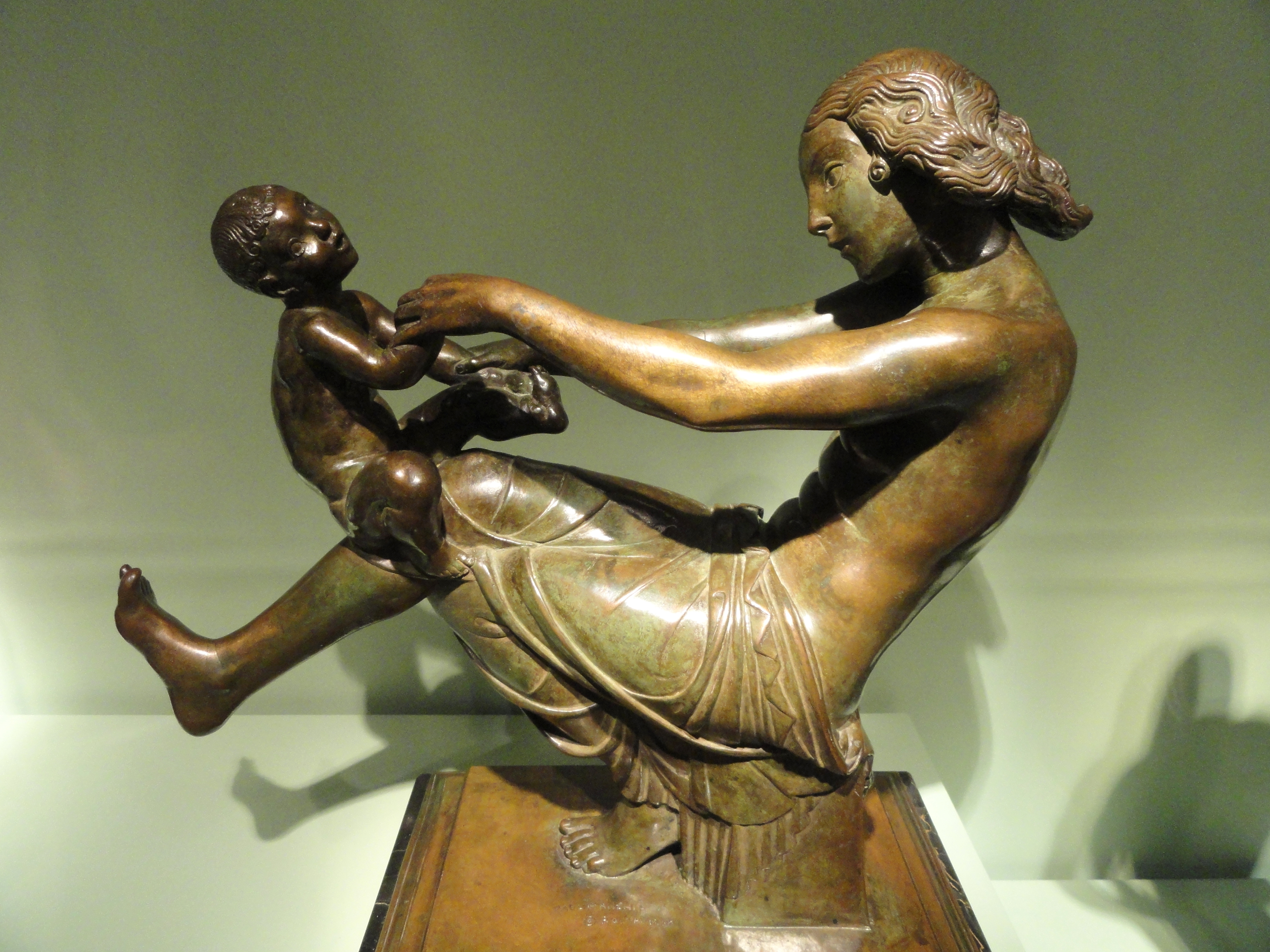
بازیگوشی اثر پل منشیپ

بازی مجموعه‌ای از فعالیت‌های با انگیزه ذاتی است که برای خوشی و لذت تفریحی انجام می‌شود. بازی معمولاً با کودکان و فعالیت‌های سطح نوجوانان مرتبط است، اما ممکن است در هر مرحله از زندگی، و همچنین در میان سایر حیوانات با عملکرد بالاتر، به ویژه پستانداران و پرندگان، دیده شود.
بسیاری از پژوهشگران برجسته در زمینه روان‌شناسی از جمله ملانی کلاین، ژان پیاژه، ویلیام جیمز، زیگموند فروید، کارل یونگ و لو ویگوتسکی به اشتباه بازی را محدود به نوع انسان دانسته‌اند و برای اثبات نظریه‌های خود معتقدند بازی برای رشد انسان و استفاده از روش‌های مختلف تحقیق مهم است.
بازی اغلب به عنوان کاری بیهوده تعبیر می‌شود. با این حال بازی‌کننده به ویژه زمانی که بازی ساختاریافته و هدف‌گرا باشد، می‌تواند به‌طور جدی روی هدف خود متمرکز شود. بر این اساس، نوع بازی می‌تواند از آرامش‌دهنده، آزادکننده و خودانگیخته تا بیهوده یا برنامه‌ریزی‌شده یا حتی اجباری متغیر باشد. بازی فقط یک فعالیت سرگرمی نیست و این پتانسیل را دارد که به عنوان یک ابزار مهم در جنبه‌های متعدد زندگی روزمره برای نوجوانان، بزرگسالان و گونه‌های غیرانسانی پیشرفته شناختی (مانند نخستی‌ها) عمل کند. بازی نه تنها به رشد جسمانی کمک می‌کند (مانند هماهنگی دست و چشم)، بلکه به رشد شناختی و مهارت‌های اجتماعی نیز کمک می‌کند و حتی می‌تواند به عنوان پله‌ای برای ورود به دنیای یکپارچگی عمل کند که می‌تواند بسیار استرس‌زا باشد. روند. بازی چیزی است که اکثر کودکان در آن شرکت می‌کنند، اما نحوه اجرای بازی بین فرهنگ‌ها متفاوت است و شیوه‌ای که کودکان با بازی درگیر می‌شوند به‌طور جهانی متفاوت است.